# Karlskoga Tidning
Karlskoga Tidning var en  sexdagars dagstidning som kom ut i Karlskoga-Degerforsområdet sedan år 1883. Upplagan uppgick i 10 100 exemplar år 2015 (Enligt TS). 2020 bytte tidningen titel till Karlskoga Tidning Kuriren då den gick samman med den socialdemokratiska Karlskoga-Kuriren.

## Historik
Karlskoga Tidning grundades år 1883 som en endagarstidning och gavs de första 40 åren ut i Nora, då endast städer och köpingar fick ge ut tidningar.  Tidningen var avläggare till Nora Stads och Bergslags Tidning. 1922 inköptes utgivningsrätten av boktryckaren Georg Holm och direktör Ernst Asp, som samma år inköpte lokaler i Karlskoga och från januari 1923 gavs tidningen ut i egen regi. 1929 blev Georg Holm ensam ägare av tidningen och den drevs efter hans död vidare av änkan och därefter hans dotter Stina Lysholm som 1944 sålde den.
Avläggare till Karlskoga Tidning var under en tid Degerfors Tidning och Kroppa Tidning. Den förra började ges ut 1925 och blev daglig 1934, den senare utgavs från 1935.
År 1944 köptes Karlskoga Tidning av familjen Ander och idag är tidningen en av 15 helägda tidningar inom Nya Wermlands-Tidningens AB.
År 1953 började tidningen ges ut i sex dagar per vecka istället för tre.
Hösten år 2011 köpte NWT upp Karlskoga-Kuriren och de två redaktionerna slogs ihop med Karlskoga Tidning. Från måndagen den 5 december 2011 gavs två olika editioner ut av tidningarna, där förstasidorna, ledar- och opinionssidorna skiljde de två tidningarna åt. Tidningarna slogs den 7 juli 2020 samman till en ny tidning. Därmed slutade Karlskoga Tidnings historia.